# Rangaswami
Rangaswami és un cim de les muntanyes Nilgiris, a Tamil Nadu, situat prop del coll o pas de Gazzalhathi (Índia). La seva altitud és d'uns 1.840 msnm. És el lloc més sagrat per als irules.